# Classe (informatique)
Pour les articles homonymes, voir Classe.
En programmation orientée objet, la déclaration d'une classe regroupe des membres, méthodes et propriétés (attributs) communs à un ensemble d'objets.
La classe déclare, d'une part, des attributs représentant l'état des objets et, d'autre part, des méthodes représentant leur comportement.
Une classe représente donc une catégorie d'objets. Elle apparaît aussi comme un moule ou une usine à partir de laquelle il est possible de créer des objets ; c'est en quelque sorte une « boîte à outils » qui permet de fabriquer un objet. On parle alors d'un objet en tant qu'instance d'une classe (création d'un objet ayant les propriétés de la classe).
Il est possible de restreindre l'ensemble d'objets représenté par une classe A grâce à un mécanisme d'héritage. Dans ce cas, on crée une nouvelle classe B liée à la classe A et qui ajoute de nouvelles propriétés. Dans ce cas, différents termes sont utilisés :

## Exemple de classe dans différents langages
Dans les exemples ci-dessous on définit dans différents langages une classe Point avec deux attributs x et y. Cette classe contient :
- un constructeur,
- deux méthodes retournant la valeur des attributs (getX() et getY()),
- une méthode déterminant si le point représente l'origine (isOrigin())
- une méthode effectuant une translation.

Le constructeur est une règle de procédures d’initialisation qui sera appelée lors de la création d'une nouvelle instance d'une classe. Il définit un premier état valide pour l'état interne de l’objet. Cette règle peut se traduire sommairement par la notion de « déclaration de structures, de variables ». Il peut y avoir plusieurs constructeurs déclarés. En l’absence de constructeur, le compilateur en génèrera un par défaut.
La méthode est une règle de procédures appliquée aux attributs de la classe. Cette règle peut se traduire sommairement par la notion de « fonction » ou « routine ». Il peut y avoir plusieurs méthodes dans une classe.  Les méthodes sont les éléments clés de la classe.

### C++
```
class
 
Point

{

public
:

    
Point
(
int
 
x
,
 
int
 
y
)
 
:
 
m_x
(
x
),
 
m_y
(
y
)
 
{}

    
int
 
getX
()
 
const
 
{
 
return
 
m_x
;
 
}

    
int
 
getY
()
 
const
 
{
 
return
 
m_y
;
 
}

    
bool
 
isOrigin
()
 
const
 
{
 
return
 
m_x
 
==
 
0
 
&&
 
m_y
 
==
 
0
;
 
}

    
Point
 
translate
(
const
 
Point
&
 
point
)
 
const
 
{

        
return
 
Point
(
m_x
 
+
 
point
.
getX
(),
 
m_y
 
+
 
point
.
getY
());

    
}

private
:

    
int
 
m_x
;

    
int
 
m_y
;

};

```

### C#
```
class
 
Point

{

    
public
 
Point
(
int
 
x
,
 
int
 
y
)

    
{

        
X
 
=
 
x
;

        
Y
 
=
 
y
;

    
}

    
public
 
int
 
Y
 
{
 
get
;
 
private
 
set
;
 
}

    
public
 
int
 
X
 
{
 
get
;
 
private
 
set
;
 
}

    
public
 
bool
 
IsOrigin
()

    
{

        
return
 
X
 
==
 
0
 
&&
 
Y
 
==
 
0
;

    
}

    
public
 
Point
 
Translate
(
Point
 
p
)

    
{

        
return
 
new
 
Point
(
X
 
+
 
p
.
X
,
 
Y
 
+
 
p
.
Y
);

    
}

}

```

### Java
```
public
 
class
 
Point
 
{

  
private
 
int
 
x
;

  
private
 
int
 
y
;

  
public
 
Point
(
int
 
x
,
 
int
 
y
)
 
{

    
this
.
x
 
=
 
x
;

    
this
.
y
 
=
 
y
;

  
}

  
public
 
int
 
getX
()
 
{
 
return
 
x
;
 
}

  
public
 
int
 
getY
()
 
{
 
return
 
y
;
 
}

  
public
 
boolean
 
isOrigin
()
 
{

    
return
 
(
x
 
==
 
0
)
 
&&
 
(
y
 
==
 
0
);
 

  
}

  
public
 
Point
 
translate
(
Point
 
pt
)
 
{

     
return
 
new
 
Point
(
x
 
+
 
pt
.
getX
(),
 
y
 
+
 
pt
.
getY
());

  
}

}

```

### Javascript
À partir de l’édition de 2015 (ECMAScript 6), une syntaxe de définition de classes a été ajoutée, simplifiant l’utilisation de son mécanisme d’héritage prototypal pour le développement orienté objet :
```
class
 
Point
 
{

    

    
constructor
(
x
,
 
y
)
 
{

        
this
.
_x
 
=
 
x
;

        
this
.
_y
 
=
 
y
;

    
}

    

    
getX
()
 
{

        
return
 
this
.
_x
;

    
}

    

    
getY
()
 
{

        
return
 
this
.
_y
;

    
}

    

    
isOrigin
()
 
{
 

        
return
 
this
.
_x
 
===
 
0
 
&&
 
this
.
_y
 
===
 
0
;
 

    
}

    

    
translate
(
pt
)
 
{

        
return
 
new
 
Point
(
this
.
_x
 
+
 
pt
.
_x
,
 
this
.
_y
 
+
 
pt
.
_y
);

    
}

    

}

```

### Pascal Objet
```
unit
 
Point
;

interface

type

  
TPoint
 
=
 
class

  
protected

    
fX
,
 
fY
:
 
integer
;

    
function
 
GetY
 
:
 
integer
;

  
public

    
property
 
X
 
:
 
integer
 
read
 
fX
;
   
//Avec accesseur implicite

    
property
 
Y
 
:
 
integer
 
read
 
GetY
;
 
//Sans accesseur implicite

    
constructor
 
Create
(
X
,
 
Y
:
 
integer
)
;
 
overload
;

    
constructor
 
Create
;
 
overload
;

    
function
 
IsOrigin
:
 
Boolean
;

    
function
 
Translate
(
Pt
:
 
TPoint
)
:
 
TPoint
;

  
end
;

implementation

function
 
TPoint
.
GetY
:
 
integer
;

begin

  
Result
 
:=
 
fY
;

end
;

constructor
 
TPoint
.
Create
(
X
,
 
Y
:
 
integer
)
;

begin

  
fX
 
:=
 
X
;

  
fY
 
:=
 
Y
;

end
;

constructor
 
TPoint
.
Create
;

begin

  
Create
(
0
,
0
)
;

end
;

function
 
TPoint
.
IsOrigin
:
 
Boolean
;

begin

  
Result
 
:=
 
(
fX
 
=
 
0
)
 
and
 
(
fY
 
=
 
0
)
;

end
;

function
 
TPoint
.
Translate
(
Pt
:
 
TPoint
)
:
 
TPoint
;

begin

  
Result
 
:=
 
TPoint
.
Create
(
fX
 
+
 
Pt
.
X
,
 
fY
 
+
 
Pt
.
Y
)
;

end
;

end
.

```

### PHP
```
class
 
Point
 
{

  
private
 
$x
;

  
private
 
$y
;

  
public
 
function
 
__construct
(
$x
,
 
$y
)
 
{

    
$this
->
x
 
=
 
(
int
)
 
$x
;

    
$this
->
y
 
=
 
(
int
)
 
$y
;

  
}

  
public
 
function
 
getX
()
 
{
 
return
 
$this
->
x
;
 
}

  
public
 
function
 
getY
()
 
{
 
return
 
$this
->
y
;
 
}

  
public
 
function
 
isOrigin
()
 
{
 
return
 
(
$this
->
x
 
==
 
0
)
 
&&
 
(
$this
->
y
 
==
 
0
);
 
}

  
public
 
function
 
translate
(
Point
 
$point
)
 
{

    
return
 
new
 
Point
(
$this
->
x
 
+
 
$point
->
getX
(),
 
$this
->
y
 
+
 
$point
->
getY
());

  
}

}

```

### Ruby
```
class
 
Point

	
attr_reader
 
:x
,
 
:y

	
def
 
initialize
(
x
,
 
y
)

		
@x
 
=
 
x
.
to_i

		
@y
 
=
 
y
.
to_i

	
end

	
def
 
origin?

		
@x
.
zero?
 
and
 
@y
.
zero?

	
end

	
def
 
translate
 
p

		 
Point
.
new
(
@x
 
+
 
p
.
x
,
 
@y
 
+
 
p
.
y
)

	
end

end

```

### Python
```
class
 
Point
(
object
):

    
def
 
__init__
(
self
,
 
x
,
 
y
):

        
super
(
Point
,
 
self
)
.
__init__
()

        
self
.
_x
 
=
 
x

        
self
.
_y
 
=
 
y

    
@property

    
def
 
x
(
self
):

        
return
 
self
.
_x

    
@property

    
def
 
y
(
self
):

        
return
 
self
.
_y

    
def
 
is_origin
(
self
):

        
return
 
(
self
.
_x
 
==
 
0
)
 
and
 
(
self
.
_y
 
==
 
0
)

    
def
 
__add__
(
self
,
 
point
):

        
return
 
Point
(
self
.
_x
 
+
 
point
.
x
,
 
self
.
_y
 
+
 
point
.
y
)

```

### VB.Net
```
Public
 
class
 
Point

  
Protected
 
intX
 
As
 
Integer
,
 
intY
 
As
 
Integer

  
Public
 
Sub
 
New
(
ByVal
 
pX
 
As
 
Integer
,
 
ByVal
 
pY
 
As
 
Integer
)

    
Me
.
intX
 
=
 
pX

    
Me
.
intY
 
=
 
pY

  
End
 
Sub

  
Public
 
ReadOnly
 
Property
 
X
()
 
As
 
Integer

    
Get

      
Return
 
Me
.
intX

    
End
 
Get

  
End
 
Property

  
Public
 
ReadOnly
 
Property
 
Y
()
 
As
 
Integer

    
Get

      
Return
 
Me
.
intY

    
End
 
Get

  
End
 
Property

  
Public
 
Function
 
IsOrigine
()
 
As
 
Boolean

    
Return
 
((
Me
.
intX
 
=
 
0
)
 
And
 
(
Me
.
intY
 
=
 
0
))

  
End
 
Function

  
Public
 
Function
 
Translate
(
ByVal
 
pP
 
As
 
Point
)
 
As
 
Point

    
Return
 
New
 
Point
(
Me
.
intX
 
+
 
pP
.
x
,
 
Me
.
intY
 
+
 
pP
.
y
)

  
End
 
Function

```

### Ada, depuis Ada95
```
package
 
Point_Pack
 
is

   
-- une classe en Ada est un type dit "étiqueté"

   
-- ici on décide en plus de cacher le contenu du type (partie privée)

   
type
 
Point
 
is
 
tagged
 
private
;

   
-- les méthodes sont déclarées en dehors du type

   
function
 
Get_X
 
(
P
 
: 
Point
)
 
return
 
Integer
;

   
function
 
Get_Y
 
(
P
 
: 
Point
)
 
return
 
Integer
;

   
function
 
Is_Origin
 
(
P
 
: 
Point
)
 
return
 
Boolean
;

   
function
 
Translate
 
(
P
,
 
Vector
 
: 
Point
)
 
return
 
Point
;

   
-- pas de constructeur "intégré"

   
function
 
New_Point
 
(
X
,
 
Y
 
: 
Integer
)
 
return
 
Point
;

private

   
-- définitions inaccessibles à l'utilisateur du type

   
type
 
Point
 
is
 
tagged
 
record

      
X
,
 
Y
 
:
 
Integer
;

   
end record
;

end
 
Point_Pack
;

-- la suite contient l'implémentation de la classe: en Ada il est important de séparer 

-- le code (le corps) et les déclarations "visibles" (la spécification) : en général dans 2 fichiers différents

package
 
body
 
Point_Pack
 
is

-- les méthodes nomment explicitement l'objet en argument

   
function
 
Get_X
 
(
P
 
: 
Point
)
 
return
 
Integer
 
is

   
begin

      
return
 
P
.
X
;

   
end
 
Get_X
;

   
function
 
Get_Y
 
(
P
 
: 
Point
)
 
return
 
Integer
 
is

   
begin

      
return
 
P
.
Y
;

   
end
 
Get_Y
;

   
function
 
Is_Origin
 
(
P
 
: 
Point
)
 
return
 
Boolean
 
is

   
begin

      
return
 
P
.
X
 
=
 
0
 
and then
 
P
.
Y
 
=
 
0
;

   
end
 
Is_Origin
;

   
function
 
Translate
 
(
P
,
 
Vector
 
: 
Point
)
 
return
 
Point
 
is

   
begin

      
return
 
Point
'(
 
X
 
=>
 
P
.
X
 
+
 
Vector
.
X
,
 
Y
 
=>
 
P
.
Y
 
+
 
Vector
.
Y
 
);

   
end
 
Translate
;

   
function
 
New_Point
 
(
X
,
 
Y
 
: 
Integer
)
 
return
 
Point
 
is

   
begin

      
return
 
Point
'(
X
 
=>
 
X
,
 
Y
 
=>
 
Y
);

   
end
 
New_Point
;

end
 
Point_Pack
;

```

### Swift3 et 4
```
class
 
Point
 
{

    
    
private
 
let
 
x
:
 
Int

    
private
 
let
 
y
:
 
Int

    
    
// Pour instancier un nouveau Point, on fera :

    
// var point = Point(8, 42)

    
public
 
init
(
_
 
x
:
 
Int
,
_
 
y
:
 
Int
)
 
{

        
self
.
x
 
=
 
x

        
self
.
y
 
=
 
y

    
}

    
// x fait automatiquement référence à self.x

    
// La visibilité public rend la méthode accessible même si la classe est importée dans un autre projet

    
public
 
func
 
getX
()
 
->
 
Int
 
{
 
        
return
 
x
 
    
}

    
    
// Pas de visibilité rend la méthode accessible uniquement dans le projet

    
func
 
getY
()
 
->
 
Int
 
{
 
        
return
 
y
 
    
}

    
    
// Cette méthode ne peut être utilisé que par un élément déclaré dans le fichier 

    
fileprivate
 
func
 
isOrigin
()
 
->
 
Bool
 
{
 
        
return
 
(
x
 
==
 
0
)
 
&&
 
(
y
 
==
 
0
)
 
    
}

    
    
// Cette méthode n'est accessible que par une instance de la classe Point

    
// Pour utiliser cette méthode, on fera :

    
// translate(point: instanceDePoint)

    
private
 
func
 
translate
(
point
:
 
Point
)
 
->
 
Point
 
{

        
return
 
Point
(
x
 
+
 
getX
(),
 
y
 
+
 
getY
());

    
}

}

```

## Cas particuliers de classe

### Classe immuable
Une classe est dite immuable s'il n'est pas possible de modifier un objet de cette classe après sa création. Par exemple, la classe Point, décrite ci-dessus dans différents langages, est immuable car elle n'expose aucune méthode permettant de modifier la valeur de ses variables membres. La méthode translate retourne un nouvel objet au lieu de modifier l'objet lui-même. La classe java.lang.String de l'environnement Java est un autre exemple de classe immuable, tout comme la classe System.String du Framework Microsoft .NET.

### Classe abstraite
Dans certains langages, une classe peut être partiellement définie.
En particulier, certaines méthodes de cette classe n'ont pas de corps ou d'implémentation. Ces méthodes sont dites « abstraites » (ou virtuelles en C++).
Les classes possédant au moins une méthode abstraite sont aussi dites classes abstraites (ou virtuelles) et ne peuvent pas être instanciées directement — sauf en créant une sous-classe non abstraite.
ExempleOn souhaite modéliser les relations objets d'un dessin vectoriel. On peut dire qu'un objet dessin est un ensemble de géométries (la classe abstraite) et chaque géométrie peut être un point, un polygone ou une ligne brisée (ces trois classes héritent de géométrie). La classe abstraite n'est donc pas indispensable en soi, mais elle est indispensable pour un modèle propre, générique et simplifié.
Le mixin est un cas particulier de classe abstraite. Il permet d'ajouter un service aux sous-classes.

### Interface
Une classe ne possédant que des méthodes abstraites est appelée interface ou classe purement virtuelle (en C++) ou protocole (en Objective C).

### Métaclasse
La classe d'une classe est une métaclasse. Les métaclasses permettent de réaliser de la réflexion structurelle.

## Manipulation des données membres

### Accès aux membres d'une classe
Une classe, comme définie précédemment, est un ensemble de membres (méthodes et attributs) qu'on est forcément amené à manipuler.
Si p est une instance de Point(a,b) où a et b sont de type int, on accède aux membres de p comme ceci :
- p.x = a et p.y = b (accès aux attributs)
- p.getX() et p.getY() (accès aux méthodes)

La question qui vient tout de suite à l'esprit est la suivante :
pourquoi définir une méthode getX(),
alors qu'on peut accéder directement aux champs x et y de la classe Point ?
En fait, lorsqu'on est amené à manipuler de nombreuses classes ainsi que de nombreuses relations entre ces classes (cf. héritage),
le schéma, les données et les opérations peuvent devenir très complexes
(surtout pour un individu n'ayant pas conçu le code).
On a donc recours à un mécanisme qu'on appelle encapsulation des données,
lequel se charge de masquer à certaines parties du programme les champs de la classe dans un souci d'intégrité.
L'utilisateur est donc amené à ne manipuler que des méthodes qui ont été approuvées et qui en théorie remplissent bien leur rôle.
Selon le principe d'encapsulation,
les méthodes ont un accès public
- cela signifie que tout élément d'un programme peut utiliser une méthode.
Quant aux attributs composant l'état, ils ont un accès privé (private)
- seul l'objet lui-même (et donc les méthodes qu'il contient) a un accès direct à ses attributs.
Dans ce cas, le seul moyen d'accéder à ces attributs est d'utiliser les méthodes de l'objet.
Les attributs ne peuvent pas être utilisés directement par un autre élément du programme ni même un autre objet, même si cet objet est de la même classe.
Autre point :
tous les attributs d'un objet qui sont hérités sont directement accessibles par les autres membres de cet objet.
En ce qui concerne les dernières remarques, il y a souvent confusion sur la sémantique de l'accès privé.
Le principe d'encapsulation implique une protection des attributs que nous appellerons verticale (seuls l'objet lui-même et les objets d'une sous-classe y ont accès).
Nous retrouvons cette sémantique dans des langages comme Smalltalk, Oz ou OCaml. Cependant certains langages, comme C++, Pascal ou Java, plaident pour une protection des attributs que nous appellerons horizontale
(les objets d'une même classe y ont accès, mais pas les objets des sous-classes).

### Contrôle de l'accès aux membres d'une classe et visibilité
Certains langages permettent, lors de la déclaration de la classe, de modifier la portée de ses membres et, par conséquent, des membres des objets instanciés à partir de cette classe; la modification de la portée réduit la visibilité et, par conséquent, l'accessibilité aux membres.
Par exemple, les langages C++ et Pascal Objet proposent les modifications de portée suivantes :
| Portée       | Mot clé   | Visible (accessible) par | Visible (accessible) par | Visible (accessible) par | Note |
| (visibilité) | en C++    | un membre de la classe   | une classe dérivée       | un client de l'objet     | Note |
| ------------ | --------- | ------------------------ | ------------------------ | ------------------------ | --- |
| public       | public    | oui                      | oui                      | oui                      | Les membres publics sont aussi accessibles que l'objet instancié de cette classe (les membres déclarés dans cette portée sont visibles et utilisables par le client de l'objet). |
| protégé      | protected | oui                      | oui                      | non                      | Les membres protégés ne sont accessibles que par les membres de l'objet instancié de cette classe et par les classes qui en sont dérivées.                                       |
| privé        | private   | oui                      | non                      | non                      | Les membres privés ne sont accessibles que par les membres de l'objet instancié de cette classe (ils ne sont pas accessibles par une classe fille ou le client de l'objet).      |

La sémantique de ces modifications de portée et leur nombre varient selon le langage de programmation.
Par exemple, Java propose une définition un peu différente pour les membres protégés; elle s'étend à l'ensemble des objets de la même classe, des classes filles et des classes du même paquetage.
Par exemple, Python propose la possibilité de modifier la visibilité des membres d'une classe en préfixant le nom du membre par le caractère souligné ('_'):
- getX() est une méthode publique.
- _getX() est une méthode protégée, c'est-à-dire accessible seulement par les éléments du même module.
- __getX() est une méthode privée.

## Surcharge d'opérateur
Lorsqu'on est amené à manipuler des données de même type
(c'est par exemple le cas de points dans un repère),
on peut vouloir appliquer à ces objets (au sens de la POO) des opérations.
Ainsi, la fusion de deux zones (polygones) donne bien une nouvelle zone,
tout comme l'addition de deux points donne un nouveau point.
- Pour une addition de points, une première méthode consisterait à créer une méthode membre de la classe Point qu'on nommerait translate(Point) et qui renverrait un nouveau Point ayant subi l'addition. On a :

```
  ...
  p=Point(6,2)
  q=Point(6,3)
  m=Point(0,0)
  m=p.translate(q) // p+q 
  ...
```

- En fait une notation plus naturelle et beaucoup plus simpliste serait de représenter l'addition tout simplement par m = p+q. Pour cela on utilise un mécanisme appelé surcharge d'opérateurs, qui redéfinit un opérateur donné pour une action donnée[3].

Continuons sur notre classe Point. L'exemple Python suivant est très parlant :
```
  class Point:
  (...)
    def __add__(self,point):                             # Surcharge de '+'
      return Point(self.x + point.x, self.y + point.y)

  p=Point(0,0)
  q=Point(2,3)
  r=p+q
```

Ainsi r.getX() retournera 2.